# Talha Talib
Talha Talib (ur. 3 października 1999 w Gudźranwali) – pakistański sztangista, olimpijczyk z Tokio 2020.

## Udział w zawodach międzynarodowych
| Impreza                                 | Rok  | Miejsce            | Kategoria | Wynik  | Wynik   |
| Impreza                                 | Rok  | Miejsce            | Kategoria | Punkty | Miejsce |
| --------------------------------------- | ---- | ------------------ | --------- | ------ | ------- |
| Igrzyska olimpijskie                    | 2020 | Tokio              | do 67 kg  | 320    | 5.      |
| Mistrzostwa Azji w podnoszeniu ciężarów | 2019 | Ningbo             | do 67 kg  | 304    | 8.      |
| Mistrzostwa Azji w podnoszeniu ciężarów | 2020 | Taszkent           | do 67 kg  | 315    | 4.      |
| Igrzyska azjatyckie                     | 2018 | Dżakarta-Palembang | do 62 kg  | 287    | 7.      |